# Dom Fernando II e Glória (UAM203)
A Dom Fernando II e Glória foi uma fragata à vela da Marinha Portuguesa, que navegou entre 1845 e 1878. Atualmente é um navio museu, na dependência do Museu da Marinha, estando classificada como Unidade Auxiliar da Marinha (UAM 203) e sendo a 4ª fragata de guerra mais antiga do Mundo.
É um dos equipamentos culturais da Comissão Cultural de Marinha.

## Construção
A D. Fernando foi o último navio de guerra inteiramente à vela da Marinha Portuguesa. Foi construída em Damão, na Índia Portuguesa, sob a supervisão do engenheiro construtor naval Gil José da Conceição, por uma equipa de operários indianos e portugueses, liderados pelo mouro Yadó Semogi. Na sua construção foi usada madeira de teca de Nagar-Aveli. Depois do lançamento ao mar, em 22 de outubro de 1843, o navio foi rebocado para Goa onde foi aparelhado.
O navio foi baptizado em homenagem ao casal real português, o rei-consorte D. Fernando II e a Rainha D. Maria II, cujo nome próprio era Maria da Glória. O "Glória" do seu nome também se referia à sua santa protetora, Nossa Senhora da Glória, de especial devoção entre os goeses.
O navio estava armado com 50 bocas de fogo, com 28 na bateria e 22 no convés.
A sua viagem inaugural, de Goa a Lisboa, decorreu entre 2 de fevereiro e 4 de julho de 1845.
Em 1842, esteve sob comando de Roberto Teodorico da Costa e Silva, que a utilizou para ir a Lisboa, onde chegou em 15 de setembro.
A D. Fernando navegou durante 33 anos, percorrendo cerca de 100 000 milhas, correspondentes a, quase, cinco voltas ao mundo. Foi empregue no transporte de tropas, colonos e degredados para Angola, Índia e Moçambique. Participou em operações navais de guerra no Ultramar Português. Apoiou a expedição de Silva Porto de ligação terrestre entre Benguela em Angola e a costa de Moçambique.
Em setembro de 1865 a D. Fernando substituiu a nau Vasco da Gama como Escola de Artilharia Naval, fazendo viagens de instrução até 1878. Nesse ano, fez a sua última missão no mar, realizando uma viagem de instrução de guarda-marinhas aos Açores. Nessa viagem, ainda conseguiu salvar a tripulação da barca americana Laurence Boston que se tinha incendiado.
Em 1938 deixou de servir de Escola Prática de Artilharia Naval, passando a ser utilizada como navio-chefe das Forças Navais no Tejo.
Em 1940 cessou o seu uso pela Marinha Portuguesa, sendo a fragata transformada em Obra Social da Fragata D. Fernando, uma instituição social que se destinava a albergar e a dar instrução e treino de marinharia a rapazes oriundos de famílias pobres.

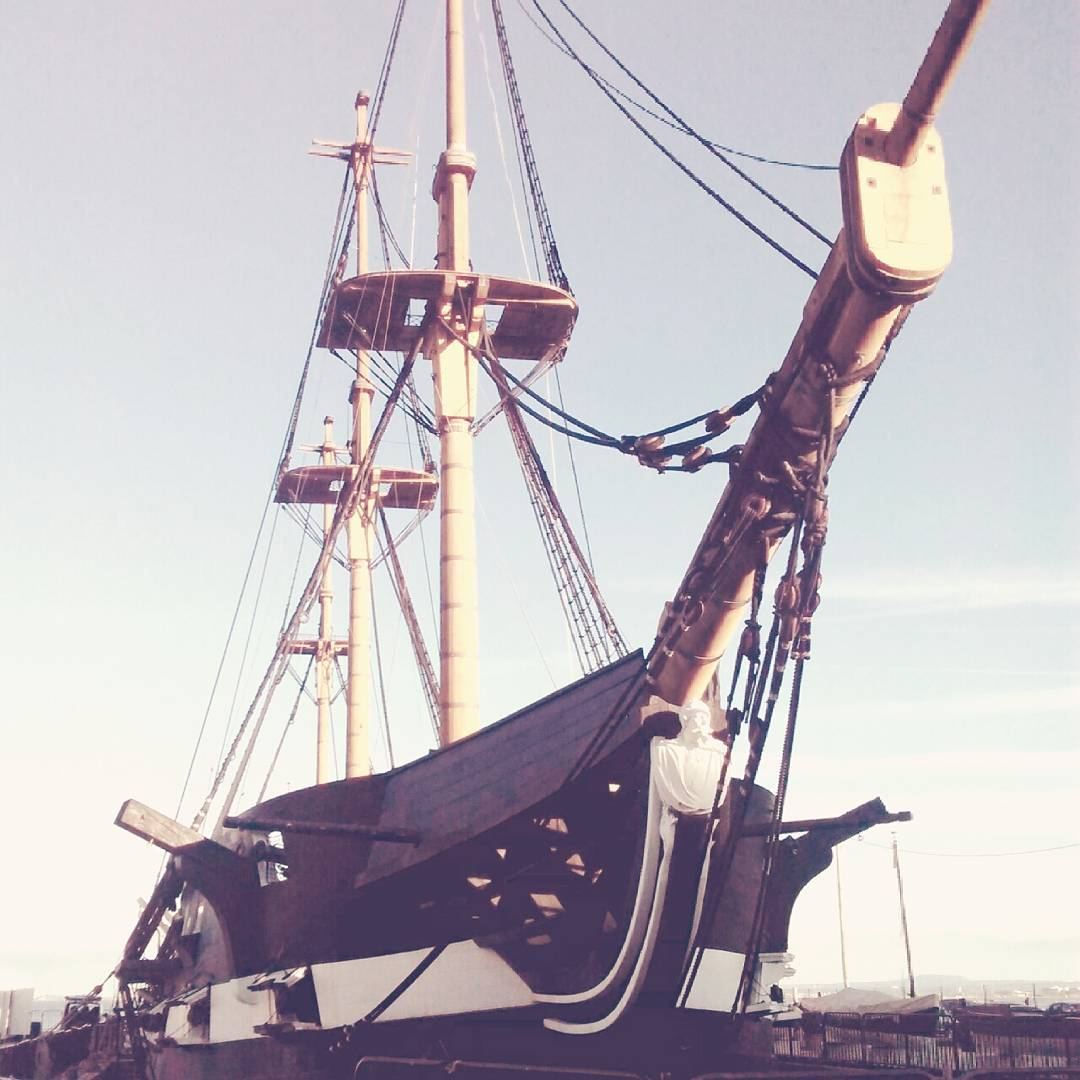
4ª fragata de guerra mais antiga do Mundo

Em 1963, um violento incêndio destruiu uma grande parte do navio, ficando fundeado e abandonado no Tejo.
Entre 1992 e 1997 a fragata foi recuperada pela Marinha Portuguesa, recorrendo ao Arsenal do Alfeite e aos estaleiros Rio-Marine de Aveiro.
O navio esteve exposto na Expo 98. Desde então é um navio museu da Marinha Portuguesa, estando actualmente, desde 1 de Março de 2008, em doca seca, em Cacilhas - Almada, onde tem vindo a receber trabalhos de manutenção.